# Bernard Elliott
Bernard William Elliott (ur. 21 listopada 1918 w Brentford, zm. 19 listopada 1969 w Canterbury) – brytyjski lekkoatleta, sprinter, wicemistrz Europy z 1946.
W 1937 był wicemistrzem Wielkiej Brytanii juniorów (AAA) w biegu na 440 jardów, a w 1946 zajął czwarte miejsce w mistrzostwach AAA seniorów na tym dystansie.
Zdobył srebrny medal w sztafecie 4 × 400 metrów na mistrzostwach Europy w 1946 w Oslo (skład brytyjskiej sztafety: Ronald Ede, Derek Pugh, Elliott i Bill Roberts).
Rekord życiowy Elliotta w biegu na 440 jardów wynosił 49,1 s (28 czerwca 1947 w Motspur Park).